# Natação nos Jogos Olímpicos de Verão de 1952
A natação nos Jogos Olímpicos de Verão de 1952 foi realizada em Helsinque, na Finlândia, com onze eventos disputados, seis para homens e cinco para mulheres.

## Eventos da natação
Masculino: 100 metros livre | 400 metros livre | 1500 metros livre | 100 metros costas | 200 metros peito | 4x200 metros livre

Feminino: 100 metros livre | 400 metros livre | 100 metros costas | 200 metros peito | 4x100 metros livre

## Masculino

### 100 metros livre masculino
| Pos. | País                 | Atletas        | Tempo  |
| ---- | -------------------- | -------------- | ------ |
|      | Estados Unidos (USA) | Clarke Scholes | 57.4 s |
|      | Japão (JPN)          | Hiroshi Suzuki | 57.4 s |
|      | Suécia (SWE)         | Göran Larsson  | 58.2 s |

Final:
1. USA Clarke Scholes, 57.4
2. JPN Hiroshi Suzuki, 57.4
3. SWE Göran Larsson, 58.2
4. JPN Toru Goto, 58.5
5. HUN Géza Kádas, 58.6
6. AUS Rex Aubrey, 58.7
7. FRA Aldo Eminente, 58.7
8. USA Ronald Gora, 58.8

### 400 metros livre masculino
| Pos. | País                 | Atletas          | Tempo  |
| ---- | -------------------- | ---------------- | ------ |
|      | França (FRA)         | Jean Boiteux     | 4:30.7 |
|      | Estados Unidos (USA) | Ford Konno       | 4:31.3 |
|      | Suécia (SWE)         | Per-Olof Östrand | 4:35.2 |

Final:
1. FRA Jean Boiteux, 4:30.7
2. USA Ford Konno, 4:31.3
3. SWE Per-Olof Östrand, 4:35.2
4. RSA Peter Duncan, 4:37.9
5. GBR Jack Wardrop, 4:39.9
6. USA Wayne Moore, 4:40.1
7. USA Jimmy McLane, 4:40.3
8. JPN Hironoshin Furuhashi, 4:42.1

### 1500 metros livre masculino
| Pos. | País                 | Atletas         | Tempo   |
| ---- | -------------------- | --------------- | ------- |
|      | Estados Unidos (USA) | Ford Konno      | 18:30.3 |
|      | Japão (JPN)          | Shiro Hashizume | 18:41.4 |
|      | Brasil (BRA)         | Tetsuo Okamoto  | 18:51.3 |

Final:
1. USA Ford Konno, 18:30.3
2. JPN Shiro Hashizume, 18:41.4
3. BRA Tetsuo Okamoto, 18:51.3
4. USA Jimmy McLane, 18:51.5
5. FRA Jo Bernardo, 18:59.1
6. JPN Yasuo Kitamura, 19:00.4
7. RSA Peter Duncan, 19:12.1
8. AUS John Marshall, 19:53.4

### 100 metros costas masculino
| Pos. | País                 | Atletas           | Tempo  |
| ---- | -------------------- | ----------------- | ------ |
|      | Estados Unidos (USA) | Yoshinobu Oyakawa | 1:05.9 |
|      | França (FRA)         | Gilbert Bozon     | 1:06.2 |
|      | Estados Unidos (USA) | Jack Taylor       | 1:06.4 |

Final:
1. USA Yoshinobu Oyakawa, 1:05.9
2. FRA Gilbert Bozon, 1:06.2
3. USA Jack Taylor, 1:06.4
4. USA Allen Stack, 1:07.6
5. ARG Pedro Galvão, 1:07.7
6. GBR Bert Wardrop, 1:07.8
7. YUG Boris Škanata, 1:08.1
8. RSA Lin Meiring, 1:08.3

### 200 metros peito masculino
| Pos. | País                 | Atletas           | Tempo  |
| ---- | -------------------- | ----------------- | ------ |
|      | Austrália (AUS)      | John Davies       | 2:34.4 |
|      | Estados Unidos (USA) | Bowen Strassforth | 2:34.7 |
|      | Alemanha (GER)       | Herbert Klein     | 2:35.9 |

Final:
1. AUS John Davies, 2:34.4
2. USA Bowen Strassforth, 2:34.7
3. GER Herbert Klein, 2:35.9
4. JPN Nobuyasu Hirayama, 2:37.4
5. JPN Takayoshi Kajikawa, 2:38.6
6. JPN Jiro Nagasawa, 2:39.1
7. FRA Maurice Lusien, 2:39.8
8. TCH Ľudovít Komadeľ, 2:40.1

### 4x200 metros livre masculino
| Pos. | País                 | Atletas                                                       | Tempo  |
| ---- | -------------------- | ------------------------------------------------------------- | ------ |
|      | Estados Unidos (USA) | Wayne Moore William Woolsey Ford Konno James McLane           | 8:31.1 |
|      | Japão (JPN)          | Hiroshi Suzuki Yoshihiro Hamaguchi Toru Goto Teijiro Tanikawa | 8:33.5 |
|      | França (FRA)         | Joseph Bernardo Aldo Eminente Alexandre Jany Jean Boiteux     | 8:45.9 |

Final:
1. Estados Unidos (Wayne Moore, William Woolsey, Ford Konno, James McLane), 8:31.1
2. Japão (Hiroshi Suzuki, Yoshihiro Hamaguchi, Toru Goto, Teijiro Tanikawa), 8:33.5
3. França (Joseph Bernardo, Aldo Eminente, Alexandre Jany, Jean Boiteux), 8:45.9
4. Suécia (Lars Svantesson, Göran Larsson, Per-Olof Östrand, Olle Johansson), 8:46.8
5. Hungria (László Gyöngyösi, György Csordás, Géza Kádas, Imre Nyéki), 8:52.6
6. Reino Unido (Frank Botham, Ronald Burns, Thomas Welsh, John Wardrop), 8:52.9
7. África do Sul (Graham Johnston, Dennis Ford, John Durr, Peter Duncan), 8:55.1
8. Argentina (Federico Zwanck, Marcelo Trabucco, Pedro Galvão, Alfredo Yantorno), 8:56.9

## Feminino

### 100 metros livre feminino
| Pos. | País                | Atletas          | Tempo  |
| ---- | ------------------- | ---------------- | ------ |
|      | Hungria (HUN)       | Katalin Szõke    | 1:06.8 |
|      | Países Baixos (NED) | Hannie Termeulen | 1:07.0 |
|      | Hungria (HUN)       | Judit Temes      | 1:07.1 |

Final:
1. HUN Katalin Szõke, 1:06.8
2. NED Hannie Termeulen, 1:07.0
3. HUN Judit Temes, 1:07.1
4. RSA Joan Harrison, 1:07.1
5. USA Joan Alderson-Rosazza, 1:07.1
6. NED Irma Heijting-Schuhmacher, 1:07.3
7. USA Marilee Stepan, 1:08.0
8. GBR Angela Barnwell, 1:08.6

### 400 metros livre feminino
| Pos. | País                 | Atletas         | Tempo  |
| ---- | -------------------- | --------------- | ------ |
|      | Hungria (HUN)        | Valéria Gyenge  | 5:12.1 |
|      | Hungria (HUN)        | Éva Novák       | 5:13.7 |
|      | Estados Unidos (USA) | Evelyn Kawamoto | 5:14.6 |

Final:
1. HUN Valéria Gyenge, 5:12.1
2. HUN Éva Novák, 5:13.7
3. USA Evelyn Kawamoto, 5:14.6
4. USA Carolyn Green, 5:16.5
5. DEN Ragnhild Hveger, 5:16.9
6. HUN Éva Székely, 5:17.9
7. ARG Ana María Schultz, 5:24.0
8. DEN Greta Andersen, 5:27.0

### 100 metros costas feminino
| Pos. | País                | Atletas         | Tempo  |
| ---- | ------------------- | --------------- | ------ |
|      | África do Sul (RSA) | Joan Harrison   | 1:14.3 |
|      | Países Baixos (NED) | Geertje Wielema | 1:14.5 |
|      | Nova Zelândia (NZL) | Jean Stewart    | 1:15.8 |

Final:
1. RSA Joan Harrison, 1:14.3
2. NED Geertje Wielema, 1:14.5
3. NZL Jean Stewart, 1:15.8
4. NED Joke de Korte, 1:15.8
5. USA Barbara Stark, 1:16.2
6. GER Gertrud Herrbruck, 1:18.0
7. GBR Margaret McDowell, 1:18.4
8. NED Ria van der Horst, DSQ

### 200 metros peito feminino
| Pos. | País               | Atletas      | Tempo  |
| ---- | ------------------ | ------------ | ------ |
|      | Hungria (HUN)      | Éva Székely  | 2:51.7 |
|      | Hungria (HUN)      | Éva Novák    | 2:54.4 |
|      | Grã-Bretanha (GBR) | Helen Gordon | 2:57.6 |

Final:
1. HUN Éva Székely, 2:51.7
2. HUN Éva Novák, 2:54.4
3. GBR Helen Gordon, 2:57.6
4. HUN Klára Killermann, 2:57.6
5. DEN Jytte Hansen, 2:57.8
6. URS Mariya Havrysh, 2:58.9
7. SWE Ulla-Britt Eklund, 3:01.8
8. NED Nel Garritsen, 3:02.1

### 4x100 metros livre feminino
| Pos. | País                 | Atletas                                                                                  | Tempo  |
| ---- | -------------------- | ---------------------------------------------------------------------------------------- | ------ |
|      | Hungria (HUN)        | Ilona Novák Judit Temes Éva Novák Katalin Szöke                                          | 4:24.4 |
|      | Países Baixos (NED)  | Marie-Louise Linssen-Vaessen Koosje van Voorn Hannie Termeulen Irma Heijting-Schuhmacher | 4:29.0 |
|      | Estados Unidos (USA) | Jacqueline Lavine Marilee Stepan Joan Alderson Evelyn Kawamoto                           | 4:30.1 |

Final:
1. Hungria (Ilona Novák, Judit Temes, Éva Novák, Katalin Szöke), 4:24.4 (WR)
2. Países Baixos (Marie-Louise Linssen-Vaessen, Koosje van Voorn, Hannie Termeulen, Irma Heijting-Schuhmacher), 4:29.0
3. Estados Unidos (Jacqueline Lavine, Marilee Stepan, Joan Alderson, Evelyn Kawamoto), 4:30.1
4. Dinamarca (Rita Larsen, Mette Petersen, Greta Andersen, Ragnhild Hveger), 4:36.2
5. Reino Unido (Phyllis Linton, Jean Botham, Angela Barnwell, Lillian Preece), 4:37.8
6. Suécia (Marianne Lundquist, Anita Andersson, Maud Berglund, Ingegärd Fredin), 4:39.0
7. Alemanha (Elisabeth Rechlin, Vera Schäferkordt, Kati Jansen, Gisela Jacobs), 4:40.3
8. França (Gaby Tanguy, Maryse Morandini, Ginette Jany, Josette Arène), 4:44.1

## Quadro de medalhas da natação
| Ordem | País                   | Medalha de ouro | Medalha de prata | Medalha de bronze | Total |
| ----- | ---------------------- | --------------- | ---------------- | ----------------- | ----- |
| 1     | USA Estados Unidos     | 4               | 2                | 3                 | 9     |
| 2     | HUN Hungria            | 4               | 2                | 1                 | 7     |
| 3     | FRA França             | 1               | 1                | 1                 | 3     |
| 4     | RSA África do Sul      | 1               | 0                | 0                 | 1     |
| 4     | AUS Austrália          | 1               | 0                | 0                 | 1     |
| 6     | JPN Japão              | 0               | 3                | 0                 | 3     |
| 6     | NED Países Baixos      | 0               | 3                | 0                 | 3     |
| 8     | SWE Suécia             | 0               | 0                | 2                 | 2     |
| 9     | FRG Alemanha Ocidental | 0               | 0                | 1                 | 1     |
| 9     | BRA Brasil             | 0               | 0                | 1                 | 1     |
| 9     | GBR Grã-Bretanha       | 0               | 0                | 1                 | 1     |
| 9     | NZL Nova Zelândia      | 0               | 0                | 1                 | 1     |